# Championnat de France de basket-ball 1961-1962
Navigation
Saison précédente Saison suivante
La saison 1961-1962 du championnat de France de basket-ball de Nationale est la 40e édition du championnat de France masculin de basket-ball. Le championnat de Nationale de basket-ball est le plus haut niveau du championnat de France.

## Présentation
Vingt clubs participent à la compétition, répartis en deux poules de dix. La victoire rapporte 3 points, le nul 2 points et la défaite 1 point.
Le tenant du titre, Bagnolet, va tenter de gagner un 2e titre consécutif.
Auboué, Bordeaux, Graffenstaden, Saint-Étienne, ASPO Tours et Valenciennes  sont les six équipes promues pour cette saison.
Marseille, 7e et Championnet, 8e pour la poule A, Valenciennes, 7e et Charenton, 8e pour la poule B sont les quatre équipes reléguées en Excellence
À la fin de la saison, les deux premiers de chaque poule se retrouvent pour les demi-finales.
Bagnolet conserve son titre de champion.
Jean Degros  (Denain) est le meilleur marqueur du championnat de France avec 411 points (moyenne de 22,8).

## Clubs participants
Poule A
- Les Jeunes de Saint-Augustin de Bordeaux
- Saint Charles d’Alfortville Charenton
- Stade Auto Lyonnais
- Stade Marseillais Université Club
- Atlantique Basket Club de Nantes
- Paris Université Club
- Groupe Sportif de la Chorale Mulsan de Roanne
- Association Sportive Stéphanoise
- Racing Club Municipal de Toulouse
- ASPO Tours

Poule B
- Club Sporting Municipal d’Auboué
- Alsace de Bagnolet
- Caen Basket Calvados
- Championnet Sports
- Etoile de Charleville
- Association Sportive de Denain-Voltaire
- La Sportive Illkirch Graffenstaden
- Racing Club de France
- Rhônel Sporting Club de Valenciennes
- Association Sportive de Villeurbanne Eveil Lyonnais

## Classement final de la saison régulière
La victoire rapporte 3 points et la défaite 1 point.
En cas d’égalité, les équipes sont départagées à l’aide de la différence de points particulière.
Les deux premiers de chaque poule sont qualifiés pour les demi-finales.
Poule A
| Rang | Équipe              | Pts | J  | G  | N | P  | Bp   | Bc   | Diff |
| ---- | ------------------- | --- | -- | -- | - | -- | ---- | ---- | ---- |
| 1    | Paris U.C.          | 46  | 18 | 14 | 0 | 4  | 1172 | 949  | +223 |
| 2    | Toulouse            | 44  | 18 | 13 | 0 | 5  | 1191 | 1019 | +172 |
| 3    | Nantes (+12)        | 42  | 18 | 12 | 0 | 6  | 1090 | 1050 | +40  |
| 4    | Saint-Étienne (-12) | 42  | 18 | 12 | 0 | 6  | 1083 | 1005 | +78  |
| 5    | Lyon                | 35  | 18 | 8  | 1 | 9  | 1087 | 1074 | +13  |
| 6    | Roanne (+19)        | 33  | 18 | 7  | 1 | 10 | 1054 | 1049 | +5   |
| 7    | Bordeaux (-19)      | 33  | 18 | 7  | 1 | 10 | 1047 | 1159 | -112 |
| 8    | ASPO Tours          | 31  | 18 | 6  | 1 | 11 | 1057 | 1164 | -107 |
| 9    | Marseille           | 30  | 18 | 6  | 0 | 12 | 1017 | 1176 | -159 |
| 10   | Charenton           | 24  | 18 | 3  | 0 | 15 | 1096 | 1249 | -153 |

Poule B
| Rang | Équipe             | Pts | J  | G  | N | P  | Bp   | Bc   | Diff |
| ---- | ------------------ | --- | -- | -- | - | -- | ---- | ---- | ---- |
| 1    | Bagnolet           | 47  | 18 | 14 | 1 | 3  | 1306 | 1014 | +292 |
| 2    | ASVEL              | 45  | 18 | 13 | 1 | 4  | 1182 | 996  | +186 |
| 3    | Caen               | 42  | 18 | 12 | 0 | 6  | 1118 | 977  | +141 |
| 4    | Racing C.F. (+15)  | 40  | 18 | 11 | 0 | 7  | 1104 | 1078 | +26  |
| 5    | Denain (-15)       | 40  | 18 | 11 | 0 | 7  | 1105 | 1050 | +55  |
| 6    | Graffenstaden (+4) | 37  | 18 | 9  | 1 | 8  | 1054 | 1143 | -89  |
| 7    | Charleville (-4)   | 37  | 18 | 9  | 1 | 8  | 934  | 927  | +7   |
| 8    | Auboué             | 28  | 18 | 5  | 0 | 13 | 999  | 1036 | -37  |
| 9    | Valenciennes       | 24  | 18 | 3  | 0 | 15 | 916  | 1113 | -197 |
| 10   | Championnet        | 20  | 18 | 1  | 0 | 17 | 1027 | 1411 | -384 |

|  | Qualification pour les demi-finales |
|  | Relégation en Excellence            |

## Phase Finale
Les demi-finales se sont déroulées les 15 et 29 avril 1962. Le PUC a reçu l'ASVEL dans la salle Maurice Arnoux de Montrouge. La finale a eu lieu le 13 mai 1962, dans la salle Coubertin de Paris.
|  | Demi-finales          | Demi-finales          | Demi-finales |                    |    | Finale | Finale |
|  |                       |                       |              |                    |    |        |        |
|  |                       |                       |              |                    |    |        |        |
|  |                       |                       |              |                    |    |        |        |
|  | RCM Toulouse          | 75                    | 47           |                    |    |        |        |
|  | RCM Toulouse          | 75                    | 47           |                    |    |        |        |
|  | Alsace de Bagnolet    | 62                    | 74           |                    |    |        |        |
|  | Alsace de Bagnolet    | 62                    | 74           | Alsace de Bagnolet | 66 |        |        |
|  |                       |                       |              |                    | 66 |        |        |
|  |                       | Paris Université Club | 57           |                    |    |        |        |
|  | ASVEL                 | Paris Université Club | 57           | 67                 | 42 |        |        |
|  | ASVEL                 |                       |              | 67                 | 42 |        |        |
|  | Paris Université Club | 54                    | 56           |                    |    |        |        |

## Leaders de la saison régulière
| Catégorie        | Joueur      | Équipe | Statistiques        |
| ---------------- | ----------- | ------ | ------------------- |
| Points par match | Jean Degros | Denain | 411 Pts (Moy. 22,8) |